# Death & Progress
Death and Progress è il quarto album studio del gruppo musicale britannico Diamond Head, pubblicato nel 1993. Il disco segue a ben dieci anni di distanza l'ultimo album in studio, ed è il primo dopo la prima reunion. Sono presenti in qualità di ospiti Tony Iommi e Dave Mustaine.

## Tracce
Testi e musiche di Harris e Tatler, eccetto dove indicato.
1. Starcrossed (Lovers of the Night) – 4:27 (Sean Harris, Tony Iommi, Brian Tatler)
2. Truckin' – 3:05
3. Calling your Name (The Light) – 4:06
4. I can't help Myself – 3:37
5. Paradise – 3:36
6. Dust – 4:18
7. Run – 3:43
8. Wild on the Streets – 3:46
9. Damnation Street – 3:17
10. Home – 4:42

Durata totale: 38:37

## Formazione
- Sean Harris – voce
- Brian Tatler – chitarra
- Pete Vuckovic – basso
- Karl Wilcox – batteria

Altri musicisti
- Tony Iommi – chitarra in Starcrossed (Lovers of the Night)
- Dave Mustaine – chitarra in Truckin'